# Euphydryas gillettii
Euphydryas gilletti
Espèce
Euphydryas gilletti est un lépidoptère appartenant à la famille des Nymphalidae, à la sous-famille des Nymphalinae et au genre Euphydryas.

## Dénomination
Euphydryas gilletti a été nommé par Barnes en 1897.
Synonymes : Lemonias gillettei ; Dyar, 1903 ; Hypodryas gillettii ; Higgins, 1981.

### Noms vernaculaires
Euphydryas gilletti se nomme en anglais Gillette's Checkerspot.

## Description
Euphydryas gilletti est un papillon marron orné d'une bande submarginale de damiers rouge orangé, puis aux antérieures de deux lignes incomplètes de damiers blancs et une ligne de damiers orange, alors qu'aux postérieures seuls quelques damiers blancs complètent l'ornementation de la bande submarginale de damiers rouge orangé. le revers présente la même ornementation en plus clair.
Il est de taille moyenne avec une envergure qui varie de 38 à 48 mm,.

### Chenille
Elle est jaune ornée d'une bande jaune citron sur le dos et de bandes blanches sur les flancs.

## Biologie

### Période de vol et hivernation
L'imago vole en une génération de juin à août.
La chenille hiberne au quatrième stade, deux années dans les zones de haute altitude, au premier puis au quatrième stade.

### Plantes hôtes
Les plantes hôtes de la chenille sont des Lonicera involucrata, Symphoricarpos albuset Veronica wormskjoldii,.

## Écologie et distribution
Il est présent en Amérique du Nord, au Canada dans le sud-ouest de l'Alberta, et aux USA dans l'est de l'Idaho, l'ouest du Montana et du Wyoming.

### Biotope
Il réside dans les prés humides.

### Protection
Cette espèce, rare et localisée est protégée.